# Takahasi Hidetoki
Takahasi Hidetoki (Fukusima, 1916. április 11. – Tokió, 2000. február 5.) japán válogatott labdarúgó, később a japán válogatott szövetségi kapitánya is volt.